# Richard Saul Wurman

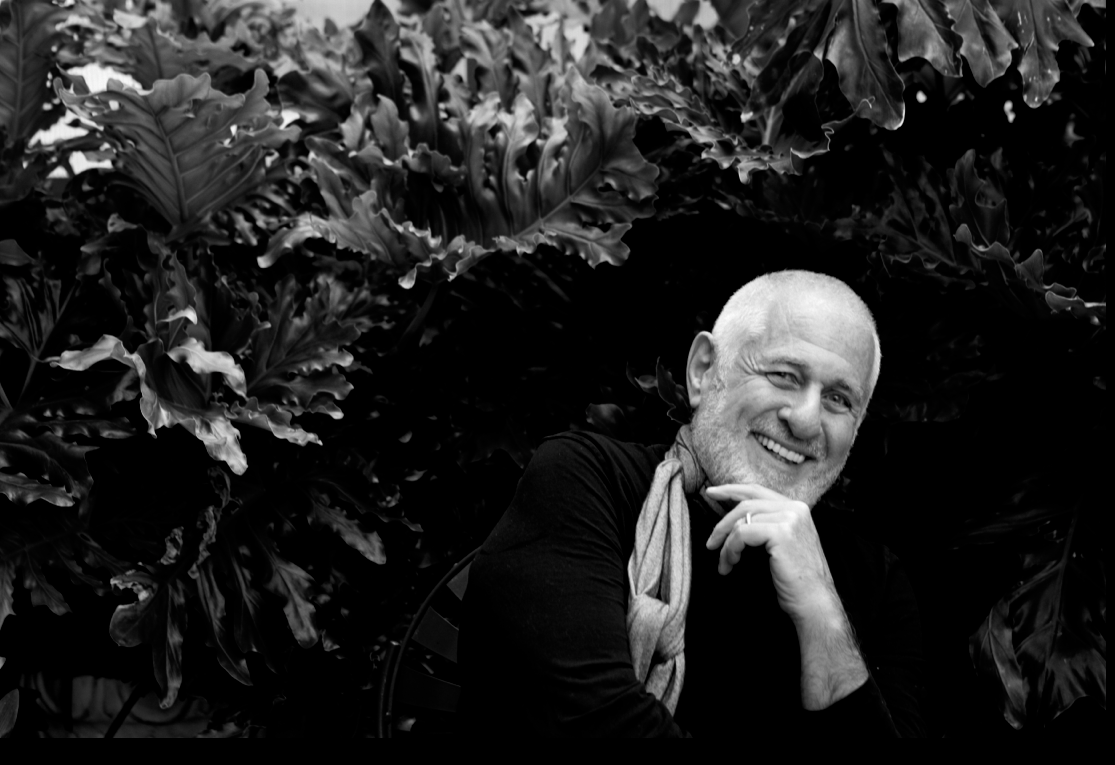
Richard Saul Wurman

Richard Saul Wurman (* 26. März 1935) ist ein amerikanischer Architekt und Grafikdesigner.

## Karriere
Wurman erhielt sowohl seinen Bachelor in Architektur als auch seinen Master-Abschluss an der University of Pennsylvania und schloss sein Studium 1959 mit den höchsten Auszeichnungen ab; ihm wurde die Arthur-Spayed-Brooks-Goldmedaille verliehen.
Wurman leitete 1972 die IDCA-Konferenz, 1973 die First Federal Design Assembly und 1976 die Jahreskonferenz des American Institute of Architects (AIA). Er schuf und leitete mehrere Konferenzen: TED von 1984 bis 2003 und TEDMED von 1995 bis 2010. Er arbeitet mit ESRI und RadicalMedia an seiner vergleichenden kartographischen Initiative zur Kartierung städtischer Umgebungen, die 2021 in der Schaffung eines Netzwerks von Live-Stadtobservatorien auf der ganzen Welt gipfeln wird.
Wurman unterstützt auch die SENS Foundation, eine gemeinnützige Biotechnologie-Organisation, die versucht, die Schäden des Alterns zu reparieren und die gesunde Lebensspanne zu verlängern.

## Auszeichnungen
Er erhielt mehrere Ehrendoktorwürden, Graham-Stipendien, ein Guggenheim-Stipendium und zahlreiche Stipendien des National Endowment for the Arts sowie den Distinguished Professor an der Northeastern University. Er ist Träger des Preises für sein Lebenswerk von Cooper Hewitt, Smithsonian Design Museum. Wurman wurde außerdem mit der Annual Gold Medal des Trinity College, Dublin, einer Goldmedaille des AIGA und im Oktober 2014 mit dem 50. Annual Bradford Washburn Award des Boston Science Museum ausgezeichnet. Er ist außerdem Fellow des AIA und in der Art Director's Club Hall of Fame vertreten.

## Publikationen
Wurman hat fast hundert Bücher zu unterschiedlichen Themen geschrieben, gestaltet und veröffentlicht. Dazu gehören die Notizbücher und Zeichnungen von Louis I. Kahn (1963) und What Will Be Has Always Been (1986), die bahnbrechende Sammlung der Worte Kahns.
Zu Wurmans kartenorientierten und infografischen Reiseführern gehören die Reihe Access travel (beginnend mit Access/LA im Jahr 1980), mehrere Bücher über das Gesundheitswesen und Understanding USA (1999). Wurmans einflussreiche Reihe Information Anxiety wurde 1989 veröffentlicht, mit einer zweiten Auflage im Jahr 2000. Zu seinen Büchern über Informationsarchitektur und Informationsdesign gehören Information Architects (1996) und UnderstandingUnderstanding (2017).

## Privatleben
Wurman lebt in Golden Beach, Florida, mit seiner Frau, der Schriftstellerin Gloria Nagy. Das Paar hat vier Kinder.